# Bad Hindelang
Bad Hindelang là một đô thị ở Oberallgäu bang Bayern thuộc nước Đức.

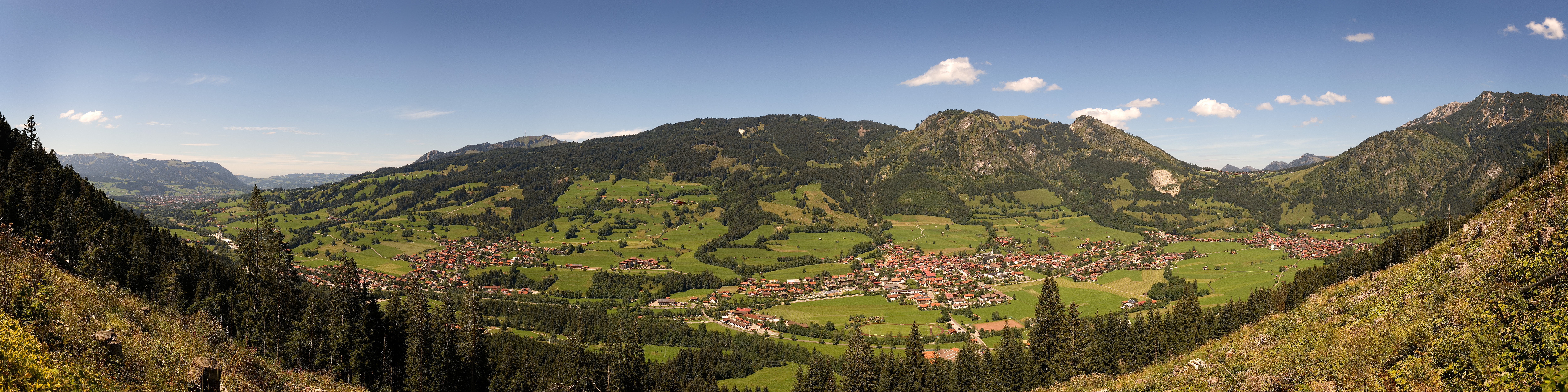
Panoramic view of Bad Hindelang from the south